# Битолски безистен
Битолският безистен (на македонска литературна норма: Битолски безистен) е османски търговски и културно-исторически обект в град Битоля, Република Македония.

## Местоположение
Безистенът е разположен в сърцето на чаршията, в непосредствена близост до Йени джамия, Исак Челеби джамия и Саат кулата.

## История
Безистенът е споменат за пръв път във второто вакъфнаме на Исак Челеби ибн Иса, заверено в 1508 година, в което той заявява, че приходите от вакъфираните имоти на стойност 300 000 дирхема трябва да се използват за издръжка на структурите във вакъфа и трябва да се дават при 10% лихва на „богатите в защитения град Битоля, които живеят в сградата на производителите, известна като Покрития пазар“. Безистенът е споменат от редица пътешественици - венецианският посланик Леондардо Бернардо в 1591 година, Евлия Челеби, минал през Битоля в 1661 година, Йохан Георг фон Хан и Ами Буе в XIX век и други. На 14 юли 1646 година четата на хайдутина Тане Чарлийски напада безистена и ограбва съхраняваните там пари, събрани от данъка върху добитъка, на стойност 120 000 акчета. В документ от XVIII век се разглежда диспута между мутевелиитена два вакъфа и от него става ясно, че безистенък е дар от бейлербея на Румелия, дефтердар и велик везир Коджа Даут паша Узунчаршили - дарител и на Даут паша хамам, робски хан, дарбхона в Скопие и много други постройки из империята. Тъй като Даут паша умира в 1498 година, може да се заключи, че безистенът е построен преди тази дата.
През годините безистенът претърпява четири големи промени. Третата голяма реконструкция е от края на XIX век, когато входовете получават бароковите си фронтони. През 80-те години безистенът претърпява последната си реконструкция.

## Архитектура
Безистенът е базиликална сграда с формата на неправилен четириъгълник, дълга 65 m, с четири засводени монументални входа с двойни железни врати и три пасажа с много магазини. Най-старите части са изградени от дялан и частично дялан камък и хоризонтални слоеве тухли. По-късно се срещат части, строени единствено с тухли и други с тухли и камък. Сводовете са полукръгли върху арки над пасажите от цилиндричен тип с различна форма, изградени единствено от тухли, варовик и хидравличен хоросан. В дъгите има правоъгълни прозорци за осветление. Преди реконструкцията сводовете са частично покрити с турски керемиди и на места с ламарина. В съвремеието сводовете са покрити с ламарина, видими на петата фасада. Преди реставрацията безистенът е с калдъръмени улички и всеки магазин е със спускащи се кепенци. Днес безистенът е модерен търговски център с много магазини, но без спускащи се кепенци. Фасадите на магазините, които гледат към уличките, както и вътрешността им, са комбинация от стъкло и дърво.